# Horb am Neckar
Horb am Neckar je grad na jugozapadu njemačke pokrajine Baden-Württemberg. Nalazi se na rijeci Neckar, između Offenburga na zapadu (oko 56 km) i Tübingena na istoku (oko 29 km). Ovdje živi oko 25.000 stanovnika.
Od 1. siječnja 1981. Horb am Neckar imao status Große Kreisstadt ("glavni grad okruga"). Ona djeluje u kombinaciji uprave sa susjednim općinama Empfingen i Eutingen im Gäu.

## Zemljopis
Horb leži na istočnom rubu sjevernog dijela Schwarzwalda neposredno iznad ušća rijeke Grabenbach u Neckar. Dobro očuvani stari grad sa starim dvorcem i dvorskim vrtovima, te tipična tržnica gdje se nalazi gradska vijećnica. 

### Konstitutivne zajednice
Uz glavni grad Horb, općina uključuje brojne zajednice koje su priznate u okviru reforme lokalne uprave Baden-Württemberga iz 1970-ih, odnosno imaju izabrano vijeće i predsjednika vijeća. To su Ahldorf, Altheim, Betra, Bildechingen, Bittelbronn, Dettensee, Dettingen, Dettlingen, Dießen, Grünmettstetten, Ihlingen, Isenburg, Mühlen, Mühringen, Nordstetten, Rexingen i Talheim, od kojih je posljednja sastavljena od nekada nezavisnih zajednica Oberberheim. i Untertalheim. Oni se formalno nazivaju (na primjer, u poštanske svrhe) kao Horb-Ahldorf, Horb-Altheim itd. Postoje i druge četvrti s različitim imenima, poput Hohenberga i Haugensteina, ali bez formalno priznatih granica, te brojni izolirani zaseoci s pregrštima stanovnika, kao što su Fronholzhof, Frundeckhof, Heidgrundhof, Hohenfichtehof, Markstallhof, Auchtert-Höfe, Breitenbaum-Höfe, Josefshof, Käppleshof, Kegelhof, Isenburger Höfe, Buchhöfe, Kreuzhöfe, Plattenhöfe, Ziegelhof, Heidehöfe, Kapellenhöfe i Röteberg, a da ne govorimo o čak manjim naseljima poput Neckarhausena ili Priorberga.

## Povijest
Horb se prvi put spominje 1090. godine kao horv ili horva što znači močvara na starovisokonjemačkom jeziku.
Nije poznato kada je grad dobio prva gradska prava.
Godine 1981. Horb postaje glavni grad okruga kada njegova populacija dostiže brojku od preko 20.000 stanovnika 1979. godine.

## Znamenitosti
- godišnji renesansni sajam "Maximilian-Ritterspiele" (Maximilian-Jousting) koji se održava sredinom mjeseca lipnja
- rock festival "Mini-Rock-Festival" se održava krajem kolovoza. Od 2005. godine ga organiziraju adolescenti

## Gradovi prijatelji
- Haslemere, Ujedinjeno Kraljevstvo (od 1991.)
- Salins-les-Bains, Francuska (od 1991.)
- San Justo Desvern, Španjolska (od 1999.)

## Vanjske poveznice
|  | Zajednički poslužitelj ima još gradiva o temi Horb am Neckar |

- Službene stranice  Arhivirana inačica izvorne stranice od 16. srpnja 2011. (Wayback Machine)